# Pinerolese
Pinerolese DOC ist die Bezeichnung für Rot- und Roséweine aus der italienischen Region Piemont. Die kontrollierte Herkunftsbezeichnung DOC wurde erstmals 1996 verliehen; am 7. März 2014 wurde sie zuletzt aktualisiert.

## Anbaugebiet
Der Anbau ist in folgenden Gemeinden zugelassen:
- In der Provinz Turin: Angrogna, Bibiana, Bobbio Pellice, Bricherasio, Buriasco, Campiglione-Fenile, Cantalupa, Cavour, Cumiana, Frossasco, Garzigliana, Inverso Pinasca, Luserna San Giovanni, Lusernetta, Macello, Osasco, Pinasca, Pinerolo, Perosa Argentina, Pomaretto, Porte, Perrero, Pramollo, Prarostino, Roletto, Rorà, San Germano Chisone, San Pietro Val Lemina, San Secondo di Pinerolo, Torre Pellice, Villar Pellice und Villar Perosa
- In der Provinz Cuneo: Bagnolo, Barge.

## Erzeugung
Weintypen:
- Pinerolese rosso- oder Pinerolese rosato-Weine werden zu 50…100 % aus den Rebsorten Barbera, Bonarda, Nebbiolo und/oder Chatus (jeweils einzeln oder zusammen) hergestellt. Höchstens 50 % andere rote Rebsorten, die für den Anbau im Piemont zugelassen sind, dürfen zugesetzt werden.
- Pinerolese … mit dem Zusatz einer der folgenden Rebsorten: Barbera, Bonarda, Freisa, Dolcetto, Doux d'Henry bestehen immer aus mindestens 85 % der jeweils genannten Rebsorte sowie höchstens 15 % roter Rebsorten, die für den Anbau im Piemont zugelassen sind.
- Pinerolese Ramie wird aus den Rebsorten Avanà Avarengo, Chatus, Becuet (zusammen mindestens 60 %) sowie höchstens 40 % roter Rebsorten, die für den Anbau im Piemont zugelassen sind, hergestellt.[1]